# Zhou Tong
Zhou Tong foi um professor de tiro com arco e segundo tutor nas artes militares do famoso general Yue Fei da Dinastia Song. Originalmente um herói de Henan, ele foi contratado para continuar o treinamento militar de Yue Fei em tiro ao arco após o garoto ter rapidamente aprendido o manuseio da lança com seu primeiro professor. Além do futuro general, Zhou aceitou outras crianças como pupilos. Durante sua tutela, Zhou ensinou as crianças todas as suas habilidades e até presenteou Yue com seus dois arcos favoritos pois este era seu melhor aluno. Após a morte de Zhou, Yue ia regularmente visitar a tumba duas vezes ao mês e executava sacrifícios não ortodoxos que surpassavam muito o que havia feito para outros de seus tutores. Yue ensinou o que havia aprendido com Zhou aos seus soldados que foram bem sucedidos em batalha.
Com a publicação da 17ª biografia folclórica de Yue Fei, The Story of Yue Fei (1684), surgiu um novo Zhou Tong fictício, que diferia muito de sua persona histórica. Não só ele era agora de Shaanxi, mas ele era o pai adotivo de Yue, um erudito erudito com conhecimento das dezoito armas de guerra, e seu nome pessoal foi escrito com um caráter chinês diferente, mas relacionado. O autor do romance retratou-o como um viúvo idoso e tutor de artes militares que contava entre os seus antigos alunos Lin Chong e Lu Junyi, dois dos 108 bandidos fictícios em que se baseia a Margem de Água. Um conto folclórico posterior da era republicana pelo notável contador de histórias de Yangzhou, Wang Shaotang, não só adiciona Wu Song a esta lista, mas representa Zhou como um cavaleiro errante com espadachim supremo.